# Троско, Дмитрий Анатольевич
Дмитрий Анатольевич Троско (25 октября 1969, Слоним, Гродненская область) — советский и белорусский футболист, полузащитник, белорусский футбольный тренер. Мастер спорта.

## Биография
Воспитанник ДЮСШ № 1 г. Слоним, первый тренер — Валерий Иванович Абзалимов. В 1984—1987 годах призывался в юношескую сборную СССР под руководством Бориса Игнатьева.
В соревнованиях мастеров дебютировал в 1989 году в составе «Химика» (Гродно), до распада СССР успел сыграть более 100 матчей во второй лиге. С 1992 года с гродненским клубом, переименованным в «Неман», выступал в высшей лиге Белоруссии. Обладатель Кубка Белоруссии 1993 года. Участник матчей Кубка обладателей кубков 1993/94.
В 1996 году выступал во втором дивизионе Китая за «Шанхай Ююань». После возвращения на родину провёл ещё один сезон в «Немане», затем играл за другие клубы высшей лиги — «Торпедо» (Минск) и «Гомель». В составе «Гомеля» в 1999 году завоевал бронзовые медали чемпионата.
С 2002 года играл в первой и второй лигах за «Ведрич» (Речица), «ЗЛиН» (Гомель), «Коммунальник» (Слоним), «Динамо-Белкард» (Гродно).
Всего в высшей лиге Белоруссии сыграл 201 матч и забил 9 голов.
В 2007—2010 годах работал главным тренером «Белкарда», игравшего в первой лиге. С начала 2010-х годов работает с дублем гродненского «Немана» — по состоянию на 2012 год ассистентом Павла Роднёнка, затем — главным тренером. В 2009 году получил тренерскую лицензию «В», в 2019 году — лицензию «Pro».
Принимал участие в матчах ветеранов.